# Meirav Cohen
Meirav Cohen, in ebraico מֵירַב כֹּהֵן (Gerusalemme, 26 agosto 1983), è una politica israeliana, ministro per l'uguaglianza sociale nel Governo Bennett-Lapid dal maggio 2020 al gennaio 2021 e poi dal 13 giugno 2021 al 29 dicembre 2022.
In precedenza ha ricoperto l'incarico di Ministro per l'uguaglianza sociale nel Governo Netanyahu V, ed è membro della Knesset dal 6 aprile 2019, dopo aver già ricoperto l'incarico in precedenza.

## Biografia
Meirav Cohen è nata a Gerusalemme il 26 agosto 1983, da genitori sefarditi emigrati in Israele dal Marocco. 
Dopo aver prestato servizio nelle IDF presso la Galei Tzahal, la radio ufficiale delle IDF, si è laureata con lode in economia ed amministrazione aziendale presso l'Università Ebraica di Gerusalemme; ha poi conseguito un MBA con specializzazione in urbanistica.
Nel 2004 è stata nominata portavoce socioeconomica presso l'ufficio del primo ministro, incarico allora ricoperto da Ariel Sharon.

## Carriera nel servizio civile
Nel 2004 è stata nominata portavoce socioeconomico dell'ufficio del primo ministro sotto Ariel Sharon. Nel 2011 Cohen è stato eletto al Consiglio comunale di Gerusalemme come parte del partito Jerusalem Hitorerut, diventando il detentore del portafoglio per i giovani. È diventata amministratore delegato della ONG Civic Trust, che promuove pratiche commerciali eque, e ha fondato un'organizzazione no-profit che combatte le frodi contro gli anziani. 

## Carriera politica
Nel 2011 Meirav Cohen è stata eletta nel consiglio comunale di Gerusalemme per il movimento “Risveglio a Gerusalemme”.
Alle elezioni parlamentari del 2013 è stata inserita nelle liste di HaTnuah, il partito guidato da Tzipi Lvini, senza tuttavia risultare eletta.
Nel 2019 si è invece unita al partito guidato da Binyamin Gantz, Resilienza per Israele. È stata eletta alla Knesset nell'aprile 2019, all'interno delle liste dell'etichetta elettorale Blu e Bianco. All'interno di quest'ultima formazione è stata rieletta anche durante le tornate elettorali del settembre 2019 e del 2020.

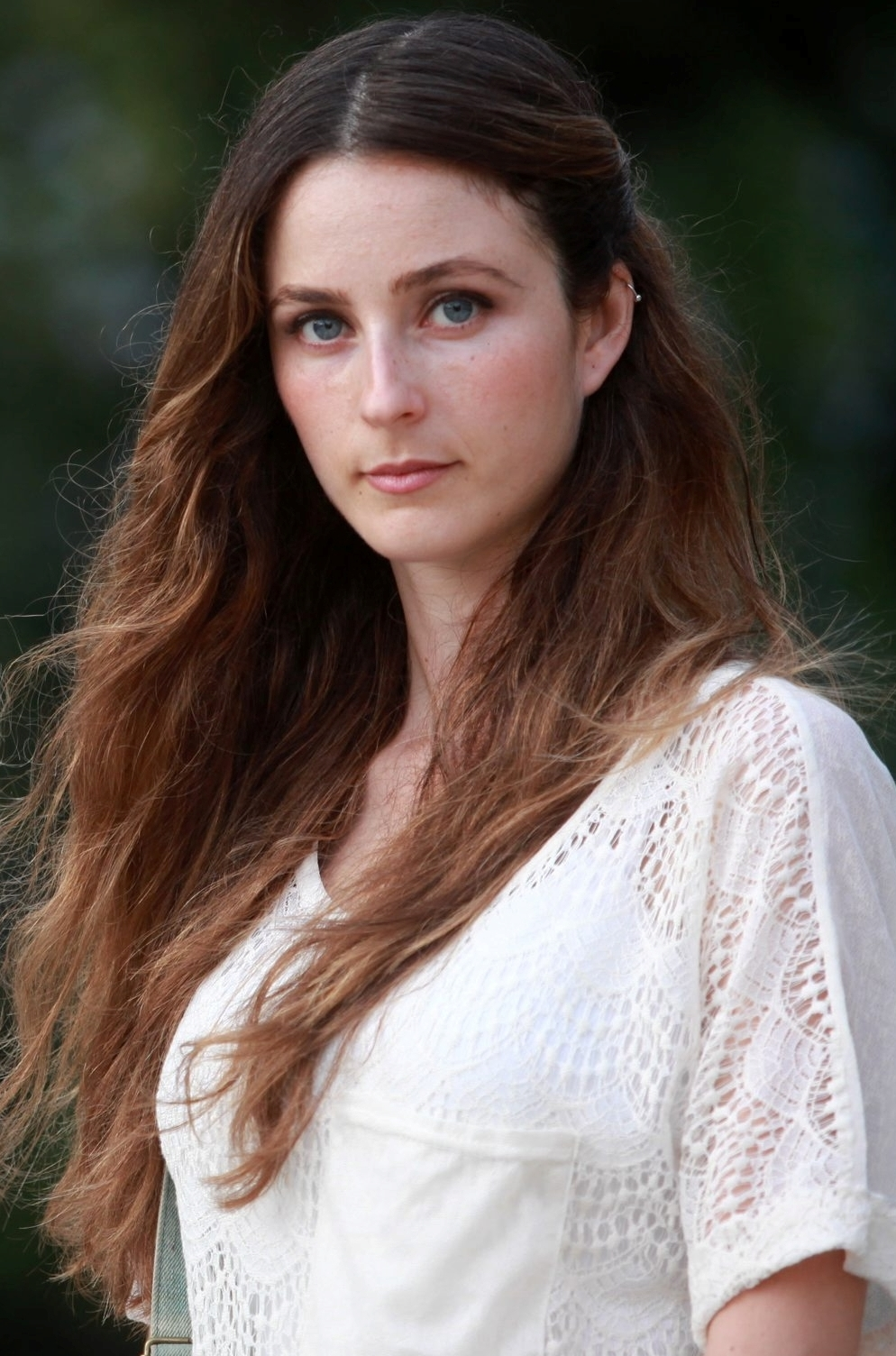
Meirav Cohen nel 2012

Dopo le varie trattative, svoltesi nel maggio 2020, che portarono alla nascita del governo Netanyahu V, fu nominata Ministro dell'Equità Sociale all'interno di quest'ultimo.
Da ministro si è impegnata per la parità di genere proponendo, nell'ottobre 2020, una legge secondo cui almeno il 50% del personale di alto livello della pubblica amministrazione avrebbe dovuto essere di genere femminile.
Poco dopo, nel novembre 2020, ha favorito invece una legge a difesa dei consumatori, che prevedeva l'istituzione di un database, all'interno del quale i cittadini avrebbero potuto inserire il proprio numero telefonico, onde evitare di ricevere chiamate pubblicitarie.
Dopo il collasso del governo Netanyahu V ha annunciato, nel gennaio 2021, la sua adesione a Yesh Atid, dimettendosi dalla contestualmente dal suo incarico ministeriale e dalla Knesset.
Alle elezioni parlamentari del 2021 è stata eletta alla Knesset per Yesh Atid, venendo nominata nuovamente Ministro dell'Equità Sociale, all'interno del governo Bennett-Lapid.

## Vita privata
Meirav Cohen è sposata con Yuval Admon. Insieme hanno tre figli.